# Miljöorganisation
Miljöorganisation kallas en organisation som finns för att värna om miljön som ett huvudmål. Oftast är organisationen partipolitiskt och religiöst obunden, och utan personligt vinstsyfte. Miljöorganisationer brukar dock i demokratiska länder verka för att påverka politikerna i besluten, men då efter miljöintresse och inte efter politiskt parti.
Ett exempel på en miljöorganisation är Naturskyddsföreningen i Sverige, som bildades 1909 och är Sveriges äldsta och största miljöorganisation. Världens största demokratiska miljöorganisation är Friends of the Earth med drygt två miljoner medlemmar i 77 självständiga nationella grupper. Den svenska grenen av Friends of the Earth är Jordens Vänner.
Miljöorganisationen Keren Kajemet, som är aktiv i Israel, öppnade dock ett lokalkontor samt organisation i Sverige redan 1910 (som fortfarande är aktiv – organisationen bildades i Basel, Schweiz 1901) och är därför den miljöorganisation som funnits längst tid i Sverige.
Tidigare var målen oftast att bevara naturområden och räddade sällsynta djur- och växtarter. Under 1970-talet kom organisationerna alltmer att inrikta sig på kampen mot miljöförstöring.
Vissa miljöorganisationer arbetar utanför ländernas lagstiftningar.